# فيلادلفيا دائما مشمسة (الموسم الخامس)
الموسم الخامس من المُسلسل الكوميدي الأمريكي فيلادلفيا دائماً مشمسة، بدأ عرضهُ في 17 سبتمبر، 2009، على قناة "FX". وتكون من 12 حلقة، إنتهى عرضهُ في 10 ديسمبر، 2009.

## الممثلين والشخصيات

### شخصيات رئيسية
- تشارلي داي بدور تشارلي كيلي (12 حلقة)
- غلين هاورتون بدور دينيس رينولدز (12 حلقة)
- روب ماكيلهيني بدور ماك (12 حلقة)
- كايتلين اولسون بدور دياندرا رينولدز (12 حلقة)
- داني ديفيتو بدور فرانك رينولدز (12 حلقة)

### شخصيات متكررة
- ماري إليزابيث إليس بدور النادلة (3 حلقات)
- آرتيميس بيبداني بدور آرتيميس (2 حلقتان)
- ليني ماري ستيوارت بدور بوني كيلي (2 حلقتان)
- ترافيس شولت بدور بين سميث (2 حلقتان)
- برايان أنغر بدور المحامي (2 حلقتان)

### ضيوف الحلقات
- ديفيد هورنسبي بدور ماثيو «ريكيتي كريكت» مارا
- ماري لين راجسكوب بدور غايل ذا سنايل
- ساندي مارتن بدور السيدة. ماكدونالد
- نيك ويتشسلر بدور براد فيشر
- رودي ريبر بدور دا مانياك
- أندرو فريدمان بدور العم جاك كيلي

## الحلقات
| تسلسل إجمالي | تسلسل الموسم | عنوان الحلقة "بالإنجليزية"                         | إخراج          | كتابة                                | تاريخ العرض    | رمز الإنتاج | عدد المشاهدين بالمليون |
| ------------ | ------------ | -------------------------------------------------- | -------------- | ------------------------------------ | -------------- | ----------- | ---------------------- |
| 46           | 1            | "The Gang Exploits the Mortgage Crisis"            | راندال اينهورن | بيكي مان واودرا سيلاف                | 17 سبتمبر 2009 | IP05008     | 2.24                   |
| 47           | 2            | "The Gang Hits the Road"                           | فريد سافيج     | تشارلي داي وغلين هاورتون             | 24 سبتمبر 2009 | IP05005     | 1.79                   |
| 48           | 3            | "The Great Recession"                              | فريد سافيج     | ديفيد هورنسبي                        | 1 أكتوبر 2009  | IP05007     | 2.01                   |
| 49           | 4            | "The Gang Gives Frank an Intervention"             | فريد سافيج     | سكون ماردر وروب روزيل                | 8 أكتوبر 2009  | IP05006     | 1.51                   |
| 50           | 5            | "The Waitress Is Getting Married"                  | فريد سافيج     | تشارلي داي وغلين هاورتون             | 15 أكتوبر 2009 | IP05004     | 1.61                   |
| 51           | 6            | "The World Series Defense"                         | راندال اينهورن | ديفيد هورنسبي                        | 22 أكتوبر 2009 | IP05014     | 1.61                   |
| 52           | 7            | "The Gang Wrestles for the Troops"                 | راندال اينهورن | سكون ماردر وروب روزيل                | 29 أكتوبر 2009 | IP05012     | 1.35                   |
| 53           | 8            | "Paddy's Pub: Home of the Original Kitten Mittens" | راندال اينهورن | سوني لي وباتريك والش                 | 5 نوفمبر 2009  | IP05011     | 1.99                   |
| 54           | 9            | "Mac and Dennis Break Up"                          | فريد سافيج     | سكون ماردر وروب روزيل                | 12 نوفمبر 2009 | IP05003     | 1.87                   |
| 55           | 10           | "The D.E.N.N.I.S. System"                          | راندال اينهورن | ديفيد هورنسبي، سكون ماردر وروب روزيل | 19 نوفمبر 2009 | IP05013     | 1.49                   |
| 56           | 11           | "Mac and Charlie Write a Movie"                    | راندال اينهورن | روب ماكيلهيني وغلين هاورتون          | 3 ديسمبر 2009  | IP05009     | 1.89                   |
| 57           | 12           | "The Gang Reignites the Rivalry"                   | راندال اينهورن | ديف تشيرنين و تشارلي داي             | 10 ديسمبر 2009 | IP05010     | 1.68                   |

## وصلات خارجية
- قائمة حلقات فيلادلفيا دائما مشمسة  على قاعدة بيانات الأفلام على الإنترنت